# Araǰin Xowmb 2019-2020
L'Araǰin Xowmb 2019-2020 è stata la 29ª edizione della seconda serie del campionato armeno di calcio. La stagione è iniziata il 6 agosto 2019 ed è terminata il 3 luglio 2020, quando la Federazione armena ha deciso di stoppare il campionato per partite truccate.

## Stagione

### Novità
Al termine della stagione 2018-2019 il Junior Sevan, vincitore del campionato, non è stato ammesso in massima serie poiché sprovvisto della licenza nazionale. Al suo posto è stato ammesso l'Erevan, classificatosi secondo.
Dieci nuove squadre sono state ammesse al campionato. Le seguenti squadre sono state fondate ex novo e hanno preso parte a questa edizione del campionato:
- Ani
- Aragats
- Masis
- Dilijan, fondato nel 2018
- Makaravank, inizialmente iscritto al torneo, si è successivamente ritirato prima dell'inizio della competizione
- Torpedo Erevan
- Van Charentsavan
- West Armenia

Le seguenti società sono state rifondate dopo aver già preso parte in passato al campionato armeno:
- BKMA Erevan, società rifondata dopo lo scioglimento societario del 1997.
- Lernayin Artsakh, società con sede a Step'anakert, nella Repubblica dell'Artsakh, torna a giocare nel campionato armeno, dopo essersi ritirata dalla Artsakhi Futbolayin Liga. L'ultima partecipazione ad un campionato armeno, risaliva al 2006.

Il Junior Sevan, prima dell'inizio del campionato, ha cambiato denominazione in Sevan. Il Banants 2, con il cambio di denominazione societaria, diventa Urartu 2.
Infine, Ganjasar 2 e Banants 3 non si sono iscritte a questa edizione del campionato.

### Formula
Le 17 squadre partecipanti si affrontano due volte, per un totale di 32 partite, più due turni di riposo. La prima classificata, viene promossa in Bardsragujn chumb.

## Classifica
|  | Pos. | Squadra          | Pt | G  | V  | N | P  | GF | GS  | DR  |
|  | ---- | ---------------- | -- | -- | -- | - | -- | -- | --- | --- |
|  | 1.   | Van Charentsavan | 70 | 28 | 22 | 4 | 2  | 90 | 18  | +72 |
|  | 2.   | Lokomotiv Erevan | 70 | 27 | 22 | 4 | 1  | 76 | 23  | +53 |
|  | 3.   | West Armenia     | 67 | 27 | 21 | 3 | 3  | 80 | 37  | +43 |
|  | 4.   | BKMA Erevan      | 50 | 27 | 16 | 2 | 9  | 63 | 35  | +28 |
|  | 5.   | Ararat-Armenia 2 | 48 | 27 | 15 | 3 | 9  | 75 | 47  | +28 |
|  | 6.   | Alaškert 2       | 47 | 27 | 14 | 5 | 8  | 69 | 39  | +30 |
|  | 7.   | Sevan            | 47 | 28 | 14 | 5 | 9  | 50 | 42  | +8  |
|  | 8.   | Urartu 2         | 45 | 28 | 14 | 3 | 11 | 72 | 40  | +32 |
|  | 9.   | Ararat 2         | 40 | 27 | 12 | 4 | 11 | 60 | 50  | +10 |
|  | 10.  | Aragats          | 27 | 28 | 7  | 6 | 15 | 54 | 71  | -17 |
|  | 11.  | Torpedo Erevan   | 27 | 28 | 8  | 3 | 17 | 48 | 92  | -44 |
|  | 12.  | Širak 2          | 24 | 29 | 6  | 6 | 17 | 37 | 73  | -36 |
|  | 13.  | Lernayin Artsakh | 23 | 24 | 6  | 5 | 13 | 43 | 44  | -1  |
|  | 14.  | Ani              | 20 | 27 | 6  | 2 | 19 | 31 | 106 | -75 |
|  | 15.  | Masis            | 20 | 27 | 5  | 5 | 17 | 44 | 82  | -38 |
|  | 16.  | Dilijan          | 19 | 26 | 5  | 4 | 17 | 36 | 97  | -61 |
|  | 17.  | P'yownik 2       | 17 | 27 | 5  | 2 | 20 | 44 | 76  | -32 |

Note:
Tre punti a vittoria, uno a pareggio, zero a sconfitta.